# Mellansjön, Gästrikland
Mellansjön är en sjö i Ockelbo kommun i Gästrikland och ingår i Testeboåns huvudavrinningsområde. Sjön är 4 meter djup, har en yta på 1,01 kvadratkilometer och befinner sig 71,1 meter över havet. Sjön avvattnas av vattendraget Testeboån (Grannäsån).

## Delavrinningsområde
Mellansjön ingår i det delavrinningsområde (674254-155921) som SMHI kallar för Utloppet av Mellansjön. Medelhöjden är 76 meter över havet och ytan är 7,43 kvadratkilometer. Räknas de 180 avrinningsområdena uppströms in blir den ackumulerade arean 1 043,95 kvadratkilometer. Avrinningsområdets utflöde Testeboån (Grannäsån) mynnar i havet. Avrinningsområdet består mestadels av skog (81 procent). Avrinningsområdet har 1,01 kvadratkilometer vattenytor vilket ger det en sjöprocent på 13,5 procent.